# Bruno Gröning
Bruno Gröning (Danzig, 30 mei 1906 – Parijs, 26 januari 1959) was een Duits gebedsgenezer. 

## Biografie
Gröning werd in Duitsland bekend in de jaren 40 en 50 van de 20e eeuw. Hij was van 1945-1949 actief in Herford, daarna in Rosenheim (Beieren) en in Mittenwald in de Beierse Alpen.  
Hij vroeg de mensen om te vertrouwen op en te geloven in God. Hij beschouwde gezondheid, anders dan ziekte en ongemakken, als de natuurlijke staat van alle levende wezens. Hij stelde dat gezondheid (en de genezing van ziekten) wordt bewerkstelligd door de absorptie van een goddelijke levenskracht, die door hem "Heilstrom" genoemd werd. Gröning stelde, dat niet alleen persoonlijke aanraking kon genezen, maar ook het aanraken van voorwerpen, die door hem waren "ingestraald". Er ontstond een levendige handel in zgn. Gröning-eieren", balletjes van stanniool die soms gevuld waren met o.a. haren van Gröning. Deze voorwerpen zouden geneeskrachtig zijn.
Gröning had een opvallend uiterlijk: hij had onder zijn gezicht een struma of kropgezwel, waarover hij zei dat een gedeelte van zijn bijzondere krachten daarin huisden. Gröning verlangde van zijn patiënten geen betaling voor zijn diensten. Echter zakenpartners van hem deden dat vanaf 1950 wel. Zo ontving hij (en ontvingen anderen in zijn naam) in de loop der jaren veel schenkingen; er wordt beweerd, dat deze gelden zijn opgegaan aan een luxueuze levensstijl van Gröning zelf of van zijn zakenpartners.  
Naar aanleiding van een sterfgeval onder zijn patiënten is nog een procedure tegen Gröning wegens vermeende dood door schuld gevoerd. Gröning moest zich ook regelmatig verweren tegen beschuldigingen van het onbevoegd uitoefenen van de geneeskunst (optreden als Heilpraktiker). Zijn verweer was, dat zijn sessies religieus en niet medisch van karakter waren, en hij beriep zich op de vrijheid van godsdienst. Grönings volgelingengroepen worden dan ook wel als sekten aangemerkt.
Terwijl een beroepsprocedure na een veroordeling gaande was, overleed Gröning aan maagkanker.  Na zijn crematie is zijn as bijgezet op een begraafplaats te Dillenburg. 